# Henrique V do Sacro Império Romano-Germânico
Henrique V (Goslar, 11 de agosto de 1081 – Utrecht, 23 de maio de 1125) foi o Imperador Romano-Germânico de 1111 até sua morte, além de Rei dos Romanos e Rei da Itália. Era filho do imperador Henrique IV e sua esposa Berta de Saboia.
Apesar do apoio inicial do papa à sua coroação, Henrique continuou com a Questão das Investiduras, começada por seu pai, opondo-se à insistência do papa em controlar todas as investiduras eclesiásticas na Germânia. Henrique invadiu a Itália duas vezes. A primeira, em 1110 designou o antipapa Silvestre IV para a chefia de Roma e a segunda, em 1116, atribuiu o cargo a Gregório VIII, ambos contrários ao papa Pascoal II e seu partido dos guelfos. Mas, com a eleição do novo papa pelos seus opositores terminou por celebrar a Concordata de Worms (1122), um compromisso pelo qual o papa investiria os bispos nos cargos eclesiásticos e o Imperador lhes concederia os direitos seculares.
Em 1114, em Mogúncia, casou-se com Matilde, filha de Henrique I de Inglaterra. Não tiveram filhos, terminando assim a dinastia saliana.